# Decimiana bolivari
Decimiana bolivari är en bönsyrseart som beskrevs av Lucien Chopard 1916. Decimiana bolivari ingår i släktet Decimiana och familjen Acanthopidae. Inga underarter finns listade i Catalogue of Life.